# Viviania ovata
Viviania ovata là một loài thực vật có hoa trong họ Vivianiaceae. Loài này được Phil. miêu tả khoa học đầu tiên năm 1858.